# East Fayu Island
East Fayu Island är en ö i Mikronesiska federationen.   Den ligger i kommunen Nomwin Municipality och delstaten Chuuk, i den västra delen av landet, 800 km väster om huvudstaden Palikir. Arean är 2,5 kvadratkilometer.
Terrängen på East Fayu Island är mycket platt. Öns högsta punkt är 12 meter över havet. Den sträcker sig 1,1 kilometer i nord-sydlig riktning, och 0,5 kilometer i öst-västlig riktning.